# Bromus frigidus
Bromus frigidus är en gräsart som beskrevs av Pierre Edmond Boissier och Heinrich Carl Haussknecht. Bromus frigidus ingår i släktet lostor, och familjen gräs. Inga underarter finns listade i Catalogue of Life.